# Howard Davies
Stephen Howard Davies (26 de abril de 1945 – 25 de outubro de 2016) foi um diretor de teatro e televisão britânico.

## Biografia
Davies, filho de um mineiro, nasceu em Durham, Inglaterra, e estudou na Universidade de Durham e na Universidade de Bristol, onde desenvolveu uma apreciação pelas obras de Bertolt Brecht.
Na década de 1970, Davies trabalhou extensivamente com o Bristol Old Vic e a Birmingham Repertory Theatre, e serviu como diretor-associado para a Royal Shakespeare Company, onde dirigiu Les liaisons dangereuses, Macbeth e Troilo e Créssida. Ele também realizou muitos trabalhos para o Royal National Theatre, seus projetos incluíam Hedda Gabler, A Casa de Bernarda Alba, Pigmalião, As Bruxas de Salem, The Shaughraun, Paul, e onde dirigiu Chekhov's The Cherry Orchard, que começou a ser exibido em maio de 2011 e foi ao ar em 30 de junho de 2011 como parte do National Theatre Live. No Almeida Theatre, ele dirigu Who's Afraid of Virginia Woolf? e The Play About the Baby, enquanto no teatro Hampstead dirigiu a estréia de 2012 de 55 Days.
Seus créditos com ópera incluem Idomeneo, re di Creta, L'italiana in Algeri, Yevgeny Onegin, e I due Foscari, dirigiu a peça relacionada a ópera After Aida em 1985-86 em Wales e no Old Vic Theatre.
O trabalho de Davies no teatro West End lhe garantiu o prêmio Laurence Olivier Award de melhor diretor por The Iceman Cometh, All My Sons e The White Guard; o London Critics Circle Award de melhor diretor para Mourning Becomes Electra e The Iceman Cometh; e o Evening Standard Award de melhor diretor para All My Sons e Flight.
Davies fez sua estréia na Broadway com Piaf em 1981. Créditos adicionais na Broadway incluem Les liaisons dangereuses, o revival de 1990 de Cat on a Hot Tin Roof, o revival de 1993 de My Fair Lady, Translations, o revival de 1999 de The Iceman Cometh, o relançamento de 2002 de Private Lives e o revival de 2007 de A Moon for the Misbegotten. Ele já foi indicado para o Tony Award de melhor direção três vezes, mas não ganhou, e ao Drama Desk Award três vezes, vencendo por Les liaisons dangereuses.
Davies também é creditado pelos filmes de televisão, Copenhagen e Blue/Orange, além do longa-metragem The Secret Rapture.
Ele foi honrado a Ordem do Império Britânico durante as Honrarias de Ano Novo em 2011 pelas suas contribuições ao teatro.

## Vida pessoal
Davies era casado com a atriz Clare Holman.
Morreu em 25 de outubro de 2016, aos 71 anos.